# وراثت‌گرایی
وراثت‌گرایی (به انگلیسی: Hereditarianism) برنامه‌ای پژوهشی است که بر اساس آن وراثت نقش محوری در تعیین طبیعت انسان، ماهیت و ویژگی‌های شخصیتی انسان مانند هوش و شصیت، ایفا می‌کند. وراثت‌گرایان به قدرت تأثیرات ژنتیکی برای توضیح رفتار انسان و حل مشکلات اجتماعی-سیاسی بشر اعتقاد دارند. آن‌ها بر ارزش زیست‌شناسی فرگشتی در تمام حوزه‌های علوم انسانی تأکید دارند.
برجسته‌ترین نکته در تحقیقات هوش این است که آن‌ها ادعا می‌کنند که استعداد ژنتیکی پیامدهای زندگی فردی را بیش از تأثیرات ساختاری محیطی (مثلاً تربیت) یا نویزهای رشدی تعیین می‌کند.

## نمای کلی
بری ملر دانشمند علوم اجتماعی، وراثت‌گرایی را این‌گونه تعریف می‌کند: «این باور که بخش قابل توجهی از تفاوت‌های گروهی و فردی در ویژگی‌های رفتاری انسان ناشی از تفاوت‌های ژنتیکی است». وراثت‌گرایی گاهی اوقات مترادف جبرگرایی زیستی یا ژنتیکی استفاده می‌شود، اگرچه برخی از محققان این دو اصطلاح را از هم متمایز می‌کنند. وقتی تمایز قائل می‌شویم، جبرگرایی زیستی به این معنی استفاده می‌شود که وراثت تنها عامل است. طرفداران وراثت‌گرایی این حس جبر بیولوژیکی را در بیشتر موارد رد می‌کنند. با این حال در برخی موارد جبر ژنتیکی صادق است؛ برای مثال مت ریدلی بیماری هانتینگتون را «تقدیرگرایی محض، بدون تأثیرپذیری از تنوع محیطی» توصیف می‌کند. در موارد دیگر، وراثت‌گرایان هیچ نقشی برای ژن‌ها نمی‌بینند؛ برای مثال شرط « ندانستن یک کلمه چینی» هیچ ارتباطی (مستقیماً) با ژن‌ها ندارد.
وراثت‌گرایان به وراثت‌پذیری توانایی شناختی و تأثیر بیش از حد آن بر پیامدهای زندگی، به‌عنوان شاهدی بر دیدگاه وراثت‌گرایانه اشاره می‌کنند. طبق گفته پلومین و ون استام (۲۰۱۸)، «هوش بسیار ارثی است و پیامدهای مهم آموزشی، شغلی و سلامتی را بهتر از هر ویژگی دیگری پیش‌بینی می‌کند.» تخمین‌ها برای وراثت‌پذیری هوش از ۲۰٪ در نوزادی تا ۸۰٪ در بزرگسالی متغیر است.

## تاریخچه
فرانسیس گالتون پدر وراثت‌گرایی محسوب می‌شود. گالتون در کتاب خود با عنوان نبوغ ارثی (۱۸۶۹) تحقیق در مورد تحقیق وراثت هوش پیشگام بود. گالتون تحقیقات خود را در مورد وراثت رفتار انسان در آثار بعدی خود، از جمله تاریخ دوقلوها (۱۸۷۵) و تحقیقات در باب توانایی‌های انسانی و توسعه آن (۱۸۸۳) ادامه داد.
منحنی زنگوله‌ای (۱۹۹۴) نوشته ریچارد هرنشتاین، روانشناس، و چارلز موری دانشمند علوم سیاسی، استدلال کرد که وراثت‌پذیری توانایی شناختی، همراه با جامعه مدرن آمریکایی که در آن توانایی شناختی عامل اصلی موفقیت است، منجر به یک «نخبگان شناختی» می‌شود. هرنشتاین و موری همچنین بررسی کردند که چگونه توانایی شناختی، رفتار مطلوب اجتماعی را پیش‌بینی می‌کند. آن‌ها همچنین بحث مربوط به نژاد و هوش را مورد بحث قرار دادند و نتیجه گرفتند که شواهد تا به امروز، تخمینی از میزان تأثیر ژنتیک در مقابل علل محیطی برای تفاوت‌های میانگین در عملکرد آزمون ضریب هوشی بین گروه‌های نژادی را توجیه نمی‌کند. امروزه اجماع علمی بر این است که ژنتیک چنین تفاوت‌هایی را توضیح نمی‌دهد و منشأ محیطی دارند.
استیون پینکر، روان‌شناس شناختی، در کتاب لوح سفید (۲۰۰۲) استدلال می‌کند که زیست‌شناسی بسیار بیشتر از آنچه مردم تصدیق می‌کنند، در مورد طبیعت انسان توضیح می‌دهد.

## پیامدهای سیاسی
در سال ۱۹۴۹ نیکولاس پاستوره ادعا کرد که وراثت‌گرایان احتمال دارد بیشتر محافظه‌کار باشند، و این‌که آن‌ها نابرابری اجتماعی و اقتصادی را نتیجه طبیعی تنوع در استعداد و شخصیت می‌دانند. در نتیجه تفاوت‌های طبقاتی و نژادی را تا حدی نتیجه تفاوت‌های گروهی ژنتیکی می‌دانند. پاستوره این را با این ادعا که رفتارگرایان بیشتر احتمال دارد لیبرال یا چپ‌گرا باشند، و این‌که معتقدند که محرومیت اقتصادی و مشکلات ساختاری در نظم اجتماعی، مقصر تفاوت‌های گروهی هستند، مقایسه کرد.
با این حال تطابق تاریخی بین وراثت‌گرایی و محافظه‌کاری حداقل در میان طرفداران وراثت‌گرایی از بین رفته است. فیلسوف پیتر سینگر در کتاب چپ داروینی (۱۹۹۹) دیدگاه خود را در مورد یک دیدگاه سیاسی لیبرال جدید که وراثت‌گرایی را در بر می‌گیرد، شرح می‌دهد.

## نقد
رونالد سی. بیلی استدلال می‌کند که وراثت‌گرایی بر پنج فرض نادرست استوار است. او در مقاله‌ای در سال ۱۹۹۷ نوشت: «... متخصصان ژنتیک رفتاری همچنان در توانایی خود برای تفکیک اثرات ژن‌ها، محیط و کوواریانس و تعامل آن‌ها بر رفتار و توانایی شناختی انسان بسیار محدود خواهند بود.»